# Nicolau Dreys
Nicolau Dreys (Nancy, 21 de julho de 1781 — Rio de Janeiro, 1843) foi um militar, comerciante e viajante francês que percorreu o Rio Grande do Sul no início do século XIX.
Chegou no Brasil em 1817, estabelecendo-se no comércio no Rio de Janeiro. Em dezembro do mesmo ano viajou para Porto Alegre onde estabeleceu comércio até 1825. Foi autor de Notícia descriptiva da província do Rio-Grande de São Pedro do Sul onde descreve sua viagem pelo estado, visitou a Igreja Matriz de Nossa Senhora da Conceição em Viamão, morou em Rio Grande até aproximadamente 1827, tendo passado por Pelotas, descreveu o tratamento dos escravos nas charqueadas.